# L'intrepido (film)
L'intrepido è un film del 2013 scritto e diretto da Gianni Amelio, con protagonista Antonio Albanese.
Il film è stato presentato alla 70ª edizione della Mostra internazionale d'arte cinematografica di Venezia.

## Trama
Antonio è un uomo speciale. Vive a Milano e ogni giorno, pur di non risvegliarsi la mattina senza sapere cosa farà, pratica un lavoro particolare, il "rimpiazzo", sostituendo, anche per poche ore, lavoratori di qualsiasi tipo che si assentano dal lavoro per cause più o meno valide. Una volta, mentre fa l'attacchino di manifesti, gli rubano la bici, come nel film Ladri di biciclette. Fa di tutto, lavora in qualsiasi luogo, pur di essere pagato, anche per molto poco, ma non si arrende mai. E, nonostante tutto, riesce ad aiutare la gente che gli sta intorno, sempre col sorriso sulle labbra.
Antonio, inoltre, aveva una moglie, che lo ha lasciato per un uomo dalle ricchezze più solide, e un figlio, con il quale ha mantenuto un bellissimo rapporto, che studia sassofono al conservatorio, e fa parte di una band. Il ventenne, però, è più fragile del padre, e alcune volte, prima di esibirsi, è affetto da forti attacchi di panico che non riesce a controllare. 
Antonio, intanto, conosce Lucia, una ragazza della stessa età di suo figlio, che non riesce ad affrontare la vita con la stessa forza di Antonio, e a cui offre un aiuto disinteressato, durante un concorso, passandole le risposte con il rischio di farsi scoprire dall'assistente. Alla fine, però, Lucia, a causa della troppa confusione e della debolezza che la affliggono, si suicida, schiacciata dal peso della propria vita.
Antonio, pur di cercare di rendere la sua vita migliore, si trasferisce in Albania, dove cerca ancora lavoro. Dopo qualche tempo l'uomo, saputo che il figlio sta per dare un concerto a Tirana, decide di andarlo a vedere e si ritrova ad aiutarlo durante uno dei suoi tanti attacchi di panico, prima dell'esibizione. Antonio non sa cosa sia la paura, ormai gli è sconosciuta, e alla fine, non riuscendo a tranquillizzarlo completamente, lo sostituisce per un po' nel suonare il sax, con le sue poche conoscenze di musica. Il figlio, vedendo il grande atto di altruismo del padre, finalmente si sblocca, andando a suonare sul palco.
Nella scena finale vediamo Antonio che, camminando su una strada buia, si volta  a guardare la telecamera, sempre con il suo immancabile sorriso sulle labbra.

## Distribuzione
Il primo trailer del film viene diffuso il 12 agosto 2013.
La pellicola è stata presentata in anteprima mondiale alla 70ª edizione della Mostra internazionale d'arte cinematografica di Venezia nell'agosto 2013. Successivamente sarà presentato anche al Toronto International Film Festival.
Il film è stato distribuito nelle sale cinematografiche italiane a partire dal 5 settembre 2013.

## Riconoscimenti
- 2013 - Mostra del cinema di Venezia
  - Candidatura al Leone d'oro a Gianni Amelio
- 2014 - Nastro d'argento
  - Candidatura per la migliore colonna sonora a Franco Piersanti
  - Candidatura per la migliore scenografia a Giancarlo Basili
  - Candidatura per il migliore sonoro in presa diretta a Alessandro Zanon
- 2014 - Globo d'oro
  - Migliore attore a Antonio Albanese
  - Candidatura per la miglior fotografia a Luca Bigazzi